# Shatt al Gharsah

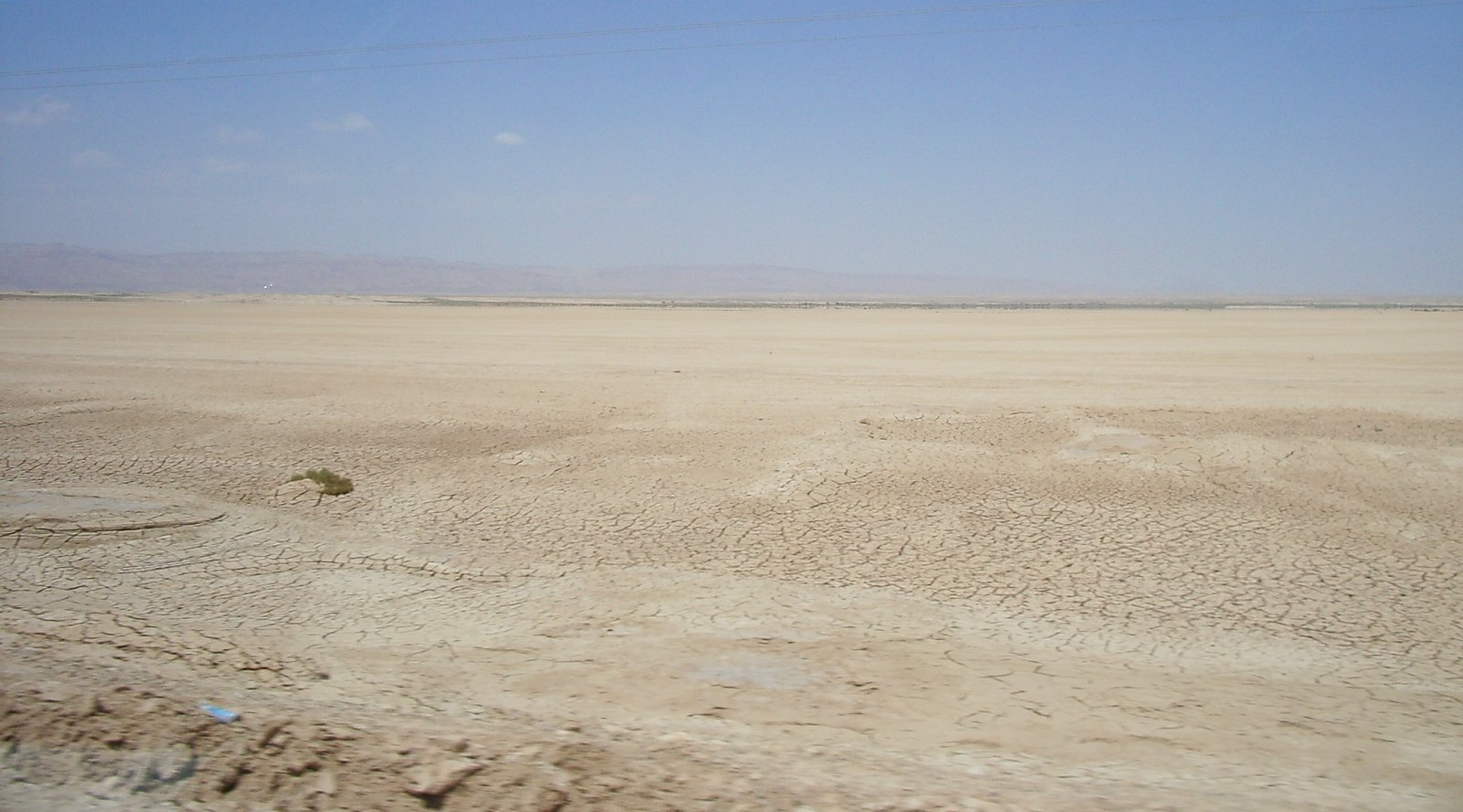
Vista panorámica

Chott El Gharsa (en árabe شط الغرسة, xaṭṭ al-Garza, pronunciado /xott al-Gharsa/) es una extensión de tierra baldía o chott entre la frontera argelina y la ciudad de Tozeur en Túnez, gobernación de Tozeur, que antiguamente fue un lago salado, hoy en día seco. 
Tiene una anchura de 20 kilómetros y una longitud de 50 kilómetros. A 17 metros bajo el nivel del mar, es el punto más bajo del país.
El territorio es estéril y se encuentra deshabitado. La parte noreste está cruzada por una carretera que va desde Tozeur a los oasis de montaña de Chebika, Tamerza y algunos otros. Actualmente se utiliza para viajes turísticos en 4x4.